# 오카다촌 (나가노현)
오카다촌(岡田村)은 나가노현 히가시치쿠마군에 던 촌이다. 1954년 8월 1일, 쇼와 대합병에 의해 마쓰모토시에 편입되었다. 

## 역사
- 1889년 4월 1일 - 정촌제 시행에 의해 4개 촌의 구역을 확장해 히가시치쿠마군 오카다촌이 성립하였다.
- 1954년 8월 1일 - 마쓰모토시에 편입되어 동일 오카다촌은 폐지되었다.